# Trifon Ivanov
Trifon Marinov Ivanov, bolgárul: Трифон Маринов Иванов; (Veliko Tarnovo, 1965. július 27. – Szamovodene, 2016. február 13.) bolgár válogatott labdarúgó, hátvéd.
A bolgár válogatott tagjaként részt vett az 1996-os Európa-bajnokságon, illetve az 1994-es és az 1998-as világbajnokságon.

## Halála
Szívinfarktusban hunyt el 2016. február 13-án.

## Sikerei, díjai
CSZKA Szofija
- Bolgár bajnok (3): 1988–89, 1989–90, 1991–92
- Bolgár kupa (1): 1988–89
- Bolgár szuperkupa (1): 1989

Rapid Wien
- Osztrák bajnok (1): 1995–96
- KEK-döntős (1): 1995–96

Egyéni
- Az év bolgár labdarúgója (1): 1996